# Плахетко Мар'ян Іванович
Мар'ян Іванович Плахетко (рос. Марьян Иванович Плахетко, нар. 1 березня 1945, Нижанковичі, Дрогобицька область - пом. 22 лютого 2020, Москва) — радянський футболіст, захисник. Згодом працював у низці московських футбольних команд.
Насамперед відомий виступами за клуб ЦСКА (Москва) та збірну СРСР.

## Клубна кар'єра
Клубна кар'єра: «Карпати» Львів, Українська РСР (1963), СКА Львів, Українська РСР (1965-1967), ЦСКА Москва (1968-1974), «Айнхайт» Науен, НДР (1975), «Мотор» Хеннінгсдорф, НДР ( 1976-1980). У дорослому футболі дебютував 1961 року за «Трудові резерви» і молодіжну збірну Львівської області, чемпіонами України стали і другими в Союзі. На першості України в Стрию визнали кращим захисником. Після Стрия запросили в «Карпати», які тренував Євген Горянський. Через рік вже до основи підібрався, але тут несподівано в армію забрали. 1963 «Карпати» (Львів), в якій провів один сезон.
Протягом 1965—1967 років проходив службу в армії, захищаючи кольори команди клубу СКА (Львів).
У 1968 році перейшов до клубу ЦСКА (Москва), за який відіграв сім сезонів. Більшість часу, проведеного у складі московського ЦСКА, був основним гравцем захисту команди. Завершив професійну кар'єру футболіста виступами за команду «ЦСКА» Москва у 1974 році. Після закінчення кар'єри футболіста Плахетко Мар'ян Іванович навчався у Вищій школі тренерів. Працював начальником команди в ЦСКА (1983, 1986-1987, 2001) і «Торпедо» (1997-1998).

## Виступи за збірну
У 1968 році дебютував в офіційних матчах у складі національної збірної СРСР. За збірну Мар'ян зіграв два матчі, перший в 1968 році проти збірної Австрії, а другий в 1971 році проти збірної Мексики.

## Біографія
Помер 22 лютого 2020 року на 75-у році.